# Piero Operto
Piero Operto (Turín, 20 de diciembre de 1926-Turín, 4 de mayo de 1949) fue un futbolista italiano. Se desempeñaba en la posición de defensa. Fue uno de los futbolistas que fallecieron en la Tragedia de Superga.

## Clubes
| Club          | País   | Año       |
| ------------- | ------ | --------- |
| Casale Calcio | Italia | 1946-1948 |
| Torino F. C.  | Italia | 1948-1949 |

## Palmarés

### Campeonatos nacionales
| Título  | Club         | País   | Año     |
| ------- | ------------ | ------ | ------- |
| Serie A | Torino F. C. | Italia | 1948-49 |